# برندان گال
برندان گال (انگلیسی: Brendan Gall؛ زادهٔ ۲ سپتامبر ۱۹۷۸) نویسنده، تهیه‌کننده، بازیگر، نمایشنامه‌نویس اهل کانادا است.
از فیلم‌ها یا برنامه‌های تلویزیونی که وی در آن نقش داشته‌است می‌توان به به‌یاد آور اشاره کرد.